# Rua Cardoso Júnior

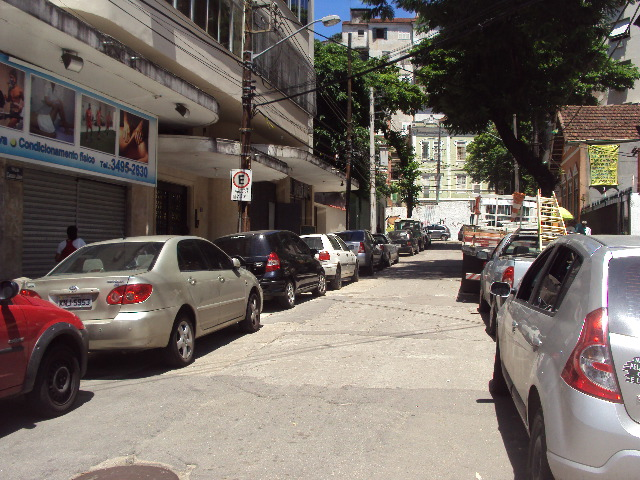
O começo da rua.

A Rua Cardoso Júnior é uma estreita e extensa rua residencial no bairro de Laranjeiras, que é comumente usada como a principal via alternativa de acesso direto ao bairro de Botafogo. Sua extensão se deve ao fato de que ela percorre e contorna todo o morro Mundo Novo através de sua extensão vertical, começando na esquina da Rua das Laranjeiras (onde tem seus únicos 200 metros de mão única) contornando a Praça David Ben Gurion e terminando na esquina da Rua Assunção em Botafogo. Na rua encontram-se casas de arquitetura renascentistas predominantemente de classe média, se vendo também ainda alguns exemplares de classe média alta, e classe média baixa. A rua dispõe da unica quadra pública poliesportiva de esportes e eventos no bairro de Laranjeiras sem contar um extenso batalhão especial de treinamento da polícia militar carioca que se estende até o Fluminense Football Club, e por trás do Palácio Guanabara, no qual se inclui um heliporto que diariamente faz comitiva de voos entre os centro administrativos próximos, na cidade. A rua ainda dispõe de variados serviços de utilidade pública, tais como clínica odonto-médicas-psicológicas, restaurantes, ateliês de artes (por sinal muitos artistas residem no logradouro), botequins, oficinas, além de uma vista estonteante do vale das laranjeiras e da orla das praias da baía de Guanabara no seu cume no Morro Mundo Novo. Justamente por contornar o morro em sua extensão é dotada de escadões em vários pontos de sua extensão para que os pedestres possam ganhar tempo em suas curtas calçadas.
A rua ainda é a sede dos blocos Cardosão de Laranjeiras e Xupa Mas Não Baba, um dos mais populares blocos de carnaval da zona sul do Rio de Janeiro. e possui uma associação de amigos e moradores extremamente forte.
Encontra-se relativamente distante da via, mas ainda no referido morro, um atual princípio de favelização, na escosta do bairro de botafogo, bem restrito pelo local estar situado na área de proteção ambiental da APAE de São José, que engloba toda a área do vale das laranjeiras e adjacências. E até hoje não foi palco de muitos problemas para a associação de moradores, que através de uma recente expansão, a rua Oswaldo Seabra, se aproxima do morro Dona Marta. Onde a Rua Cardoso Júnior troca rapidamente o nome para rua Juçanã, e rua Jaguá. E por fim, finaliza em Botafogo se chamando rua Mundo Novo.
Mesmo em horários de alto tráfego nas vias principais, a Rua Cardoso Júnior, tende a apresentar uma fácil tranquilidade em seu fluxo, exceto em dias de chuva ou de ventos muito fortes, em que costuma frequentemente a ocorrer problemas com falta de energia elétrica no logradouro.